# Santana (Amapá)
Pour les articles homonymes, voir Santana.
Santana est une municipalité du sud-est de l'État de l'Amapá. Sa population est de 104 407 habitants  pour une superficie de 1 578 km2. La densité de population est donc de 52,39 hab/km2.
Elle fait limite avec Macapá à l'est, Mazagão au sud-ouest et l'embouchure de l'Amazone au sud-est. Elle constitue une agglomération urbaine avec la capitale de l'État, Macapá.